# Анри, Пьер
Пьер Анри (фр. Pierre Henry, 9 декабря 1927 года, Париж, Франция — 5 июля 2017 года) — французский композитор, один из пионеров и видных представителей конкретной музыки.

## Биография
Пьер Анри родился в 1927 году в Париже. В возрасте 15 лет он начал экспериментировать со звуками, производимыми различными объектами. Он был очарован интеграцией шумовых эффектов в музыкальную плоскость.
В 1938-1948 гг. учился в Парижской консерватории, в том числе у Нади Буланже и Оливье Мессиана. 
С 1949 года работал в экспериментальной студии Французского радио и ТВ, где вместе с Пьером Шеффером занимался конкретной музыкой. Первый и наиболее известный плод их сотрудничества — «Симфония для одного человека» (фр. Symphonie pour un homme seul, 1950).
В 1958 году покинул группу конкретной музыки, а через два года основал первую во Франции частную студию электронной музыки; в 1982 году — ещё одну подобную студию.

## Творчество
Все произведения Анри созданы путём преобразования и монтажа звучаний, записанных на плёнку. Среди его наиболее известных работ — балеты для труппы Мориса Бежара, в том числе «Орфей» (1958), «Путешествие» (1962, по тибетской Книге мёртвых), «Вариации для двери и вздоха» (1963), «Нижинский, клоун Божий» (1971). Анри создал также множество фонограмм к фильмам, театральным спектаклям, радиопостановкам, художественным инсталляциям.
Композиция Анри «Psyché Rock» вдохновила музыкальную тему мультсериала «Футурама».